# Matthias Knutzen (Theologe)
Matthias Knutzen (auch: Knuzen, Knutsen; * Anfang 1646 in Oldenswort (Nordfriesland/Schleswig); † nach 1674) war ein deutscher Religionskritiker. Er ist der erste namentlich bekannte Atheist in der europäischen Geistesgeschichte der Neuzeit.

## Leben
Knutzen war ein Sohn des Berend Knutzen, Organist in Oldenswort in Eiderstedt, und dessen Frau Elisabeth (Elsebe). Knutzens Vater starb noch im Jahr seiner Geburt. Knutzen wurde von seinem älteren Bruder Johann Knutzen aufgenommen und aufgezogen, der Organist in Königsberg in Ostpreußen war, und besuchte dort von 1661 bis 1664 das Altstädtische Gymnasium. 1664 immatrikulierte er sich in Königsberg und 1668 in Kopenhagen zum Theologiestudium. Zwischendurch verdiente er sich an verschiedenen Orten etwas Geld als Hauslehrer. 1673 erhielt er eine Stelle als Dorfschullehrer und Hilfsprediger in der Kremper Marsch in seiner schleswig-holsteinischen Heimat. Er wurde aber schon Ende Dezember 1673 wieder entlassen, weil er in seinen Predigten die kirchliche Obrigkeit scharf kritisiert hatte. Von dort begab er sich zu einem anderen Bruder nach Tönning. Dass er im Februar 1674 in Rom gewesen sein soll, wie die Datierung seiner Flugschrift Amicus Amicis Amica! nahelegt, ist vermutlich eine literarische Fiktion. Im September 1674 kam er nach Jena. Dort verteilte Knutzen handgeschriebene Flugblätter („Scharteken“) und Schriften mit atheistischem Inhalt. Es kam zu einer Untersuchung durch die Stadt und die Universität Jena. Um nicht verhaftet zu werden, wich Knutzen zunächst nach Coburg aus, dann nach Altdorf bei Nürnberg und wurde am 22. Oktober 1674 ein letztes Mal in Jena gesehen. Danach verliert sich seine Spur. Johann Moller schrieb in seinem Schriftstellerlexikon Cimbria literata (gedruckt 1744), dass Knutzen in einem italienischen Kloster gestorben sein solle, doch ist diese Nachricht fragwürdig und wurde wahrscheinlich erfunden, um sowohl Knutzen als auch die katholische Kirche zu diskreditieren.

## Lehre
In seinen drei Flugschriften aus dem Jahr 1674 behauptete Knutzen, dass es eine Sekte bzw. Gemeinschaft der „Gewissener“ oder „Conscientarier“ (von lat. conscientia „Gewissen“) gebe. Diese sollte an verschiedenen Orten (Hamburg, Jena, Paris, Amsterdam, Rom u. a.) bereits über Mitglieder verfügen, angeblich allein in Jena über 700. Diese Angaben sind aber zu bezweifeln und die von Knutzen verbreitete Lehre der „Gewissener“ war seine eigene.
Nach Knutzen gibt es keinerlei transzendente Größen wie z. B. Gott, unsterbliche Seelen oder ein Jenseits mit Lohn oder Strafe für das irdische Leben. Die Bibel sei wegen ihrer Widersprüche nicht glaubhaft. Maßstab für das Handeln der Menschen sollten die Wissenschaft, die Vernunft und das kollektive Gewissen sein, das die Natur den Menschen mitgeteilt habe. Deshalb sei auch die weltliche und kirchliche Obrigkeit überflüssig. Reichtum sollte unter den Menschen gerecht verteilt werden. Die oberste Regel sei: „Ehrlich leben, niemandem Schaden zufügen und jedem das Seine geben“ (lateinisch: „Honeste vivere, neminem laedere, suum cuique tribuere“; ein römischer Rechtsgrundsatz nach Ulpian). Weiter bestritt Knutzen den Sinn der Ehe und plädierte für die freie Liebe.

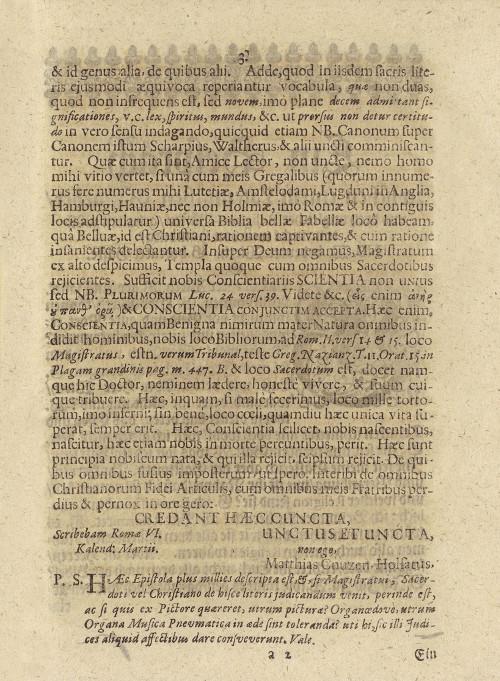
Amicus Amicis Amica, Abdruck bei Johannes Musaeus 1675

In seinem auf Lateinisch geschriebenen Brief Amicus Amicis Amica! fasste Knutzen sein atheistisches Credo so zusammen:

„Insuper Deum negamus, Magistratum ex alto despicimus, Templa quoque cum omnibus Sacerdotibus rejicientes.“

„Außerdem leugnen wir Gott, wir verachten die Obrigkeit zutiefst und wir lehnen auch die Kirchen mit allen Pfarrern ab.“

Knutzen wurde früher auch als möglicher Verfasser der Schrift De tribus impostoribus genannt, gilt der heutigen Forschung hierfür aber nicht mehr als „Hauptverdächtiger“.